# Lyon–Saint-Exupéry repülőtér
A Lyon–Saint-Exupéry repülőtér (IATA: LYS, ICAO: LFLL) egy nemzetközi repülőtér Franciaországban, Lyon közelében. Éves utasforgalma 8 558 341 fő (2022).

## Megközelítése
A városból a Rhônexpress villamos közlekedik a repülőtérhez. A reptéren a TGV járatok is megállnak, vasútállomása a Gare de Lyon-Saint-Exupéry TGV.

## Futópályák
A repülőtér futópályái:
- 17R/35L (4000 m, 45 m, aszfalt)
- 17L/35R (2670 m, 45 m, aszfalt)

## Légitársaságok és úticélok

### Személy
| Légitársaság          | Célállomások |
| --------------------- | --- |
| Aegean Airlines       | Szezonális: Athén, Heraklion, Rodosz |
| Aer Lingus            | Dublin |
| Aeroflot              | Moszkva–Seremetyjevo |
| Air Algérie           | Algír, Annaba, Batna, Béjaïa, Biskra, Kaszentína, Orán, Sétif, Tlemcen |
| Air Arabia            | Casablanca, Fez, Tanger |
| Air Canada            | Montréal–Trudeau |
| Air Corsica           | Ajaccio, Bastia Szezonális: Calvi, Figari |
| Air France            | Párizs–Charles de Gaulle |
| Air France Hop        | Biarritz, Bologna, Bordeaux, Brest, Brüsszel, Caen, Lille, Lorient, Marseille, Metz/Nancy, Milánó–Malpensa, Nantes, Nizza, Nürnberg, Pau, Poitiers, Prága, Rennes, Róma, Strasbourg, Toulouse, Velence Szezonális: Ajaccio, Bastia, Brive, Calvi, Figari, Firenze |
| Air Malta             | Szezonális: Málta |
| Air Senegal           | Dakar–Diass |
| Air Transat           | Szezonális: Montréal–Trudeau |
| ALK Airlines          | Szezonális charter: Jereván |
| AnadoluJet            | Isztambul–Sabiha Gökçen Szezonális: Ankara |
| ASL Airlines France   | Charter: Heraklion, Korfu, Olbia, Palermo, Porto, Szantorini, Split |
| Austrian Airlines     | Bécs |
| Blue Air              | Bukarest |
| British Airways       | London–Heathrow Szezonális: London–Gatwick |
| Brüsszel Airlines     | Brüsszel |
| Chalair Aviation      | La Rochelle, Limoges Szezonális: Bergerac |
| Corsair International | Saint-Denis de la Réunion |
| Croatia Airlines      | Szezonális: Split |
| easyJet               | Barcelona, Berlin, Bordeaux, Brest, Bristol, Budapest, Koppenhága, Edinburgh, Faro, Fuerteventura, Krakkó, Lanzarote, Lisszabon, London–Gatwick, London–Luton, Madrid, Marrákes, Nantes, Nápoly, Porto, Róma, Sevilla, Tanger, Tel-Aviv, Tenerife–South, Toulouse, Velence Szezonális: Agadir (begins 2 November 2021), Ajaccio, Bastia, Belfast–International (resumes 18 December 2021), Biarritz, Calvi, Catania, Haniá, Korfu, Dubrovnik, Essaouira, Figari, Ibiza, Kosz, Manchester, Menorca, Míkonosz, Olbia, Palermo, Palma de Mallorca, Rennes, Rodosz, Split |
| Emirates              | Dubai–International |
| Eurowings             | Düsseldorf |
| Finnair               | Szezonális: Helsinki |
| Iberia Express        | Madrid |
| Iberia Regional       | Madrid |
| Jet2.com              | Szezonális: Manchester (resumes 20 December 2021) |
| KLM                   | Amszterdam |
| Lufthansa             | Frankfurt, München |
| Nouvelair             | Szezonális: Dzserba, Monasztir, Tunisz |
| Pegasus Airlines      | Isztambul–Sabiha Gökçen |
| Qatar Airways         | Doha |
| Royal Air Maroc       | Casablanca, Marrákes |
| Sky Express           | Szezonális: Heraklion |
| SkyUp                 | Szezonális: Kijev–Boriszpil |
| Smartwings            | Szezonális: Fuerteventura, Funchal, Gran Canaria, Palermo, Prága, Rodosz, Tenerife–South Szezonális charter: Heraklion, La Palma, Lanzarote, Olbia, Shannon |
| SunExpress            | Szezonális: Antalya, Izmir |
| TAP Air Portugal      | Lisszabon |
| Transavia             | Agadir, Algír, Bejrút, Béjaïa, Casablanca, Kaszentína, Funchal, Lisszabon, Marrákes, Monasztir, Orán, Oujda, Porto, Tel-Aviv, Tunisz Szezonális: Alicante, Amman–Queen Alia, Athén, Bari, Catania, Dzserba, Faro, Heraklion, Ibiza, Málaga, Menorca, Olbia, Palermo, Palma de Mallorca, Rodosz, Szantorini, Sevilla, Valencia |
| TUI fly Belgium       | Szezonális: Agadir, Marrákes Seasonal charter: Burgasz, Dzserba Heraklion, Ibiza, Korfu, Kosz, Menorca, Olbia, Palermo, Palma de Mallorca, Podgorica Rodosz, Tenerife South |
| Tunisair              | Dzserba, Monasztir, Tozeur, Tunisz |
| Turkish Airlines      | Isztambul |
| Twin Jet              | Metz/Nancy, Stuttgart, Zürich |
| Volotea               | Szezonális: Ajaccio, Alicante, Athén, Bari, Bastia, Caen, Cagliari, Korfu, Dubrovnik, Faro, Figari, Fuerteventura, Gran Canaria, Heraklion, Lanzarote, Málaga, Palermo, Palma de Mallorca, Prága, Szantorini, Split, Tenerife–South, Valencia |
| Vueling               | Barcelona, Málaga |
| Wizz Air              | Bukarest, Kolozsvár |

### Teher
| Légitársaság          | Célállomások             |
| --------------------- | ------------------------ |
| ASL Airlines France   | Párizs–Charles de Gaulle |
| Emirates SkyCargo     | Dubai–Al Maktoum         |
| United Parcel Service | Köln/Bonn                |

## Forgalom
Az utasforgalom az elmúlt években az alábbi módon változott:
| Utasok száma | 2 687 000 | 2 718 000 | 3 734 000 | 4 291 000 | 5 416 000 | 6 124 793 | 7 924 063 | 8 562 298 | 10 280 192 | 8 558 341 |
|              | 1980      | 1986      | 1990      | 1995      | 1999      | 2004      | 2008      | 2013      | 2017       | 2022      |